# Die Fahne hoch
Die Fahne hoch (hrv. Zastava gore), poznata i kao Horst-Wessel-Lied (hrv. Pjesma Horsta Wessela), bila je himna Nacionalsocijalističke njemačke radničke stranke (NSDAP) od 1930. do 1945. Od 1933. do 1945. služila je i kao druga himna Trećeg Reicha.
Pjesmu je 1929. skladao Horst Wessel, nacistički aktivist te lokalni zapovjednik SA odreda.
Kada su nacionalsocijalisti preuzeli vlast 1933. godine, Die Fahne hoch je postala druga himna Nacističke Njemačke, uz dotadašnju himnu Pjesmu Nijemaca.
Padom nacističkog režima, pjesma je zabranjena u Njemačkoj i Austriji. Njeno izvođenje je ilegalno, a iznimke su izvođenja u obrazovno-edukacijske svrhe.

## Tekst
Tekst pjesme Die Fahne hoch je objavljenu nacističkim novinama, Der Angriff, u rujnu 1929. godine, glasi:
| Njemački originalni tekst Die Fahne hoch! Die Reihen fest geschlossen! SA marschiert mit mutig-festem Schritt. Kam'raden, die Rotfront und Reaktion erschossen, Marschier'n im Geist in uns'ren Reihen mit. Die Straße frei den braunen Bataillonen. Die Straße frei dem Sturmabteilungsmann! Es schau'n aufs Hakenkreuz voll Hoffnung schon Millionen. Der Tag für Freiheit und für Brot bricht an! Zum letzten Mal wird Sturm Alarm geblasen! Zum Kampfe steh'n wir alle schon bereit! Bald flattern Hitlerfahnen über alle Strassen. Die Knechtschaft dauert nur noch kurze Zeit! Die Fahne hoch! Die Reihen fest geschlossen! SA marschiert mit ruhig-festem Schritt. Kameraden, die Rotfront und Reaktion erschossen, Marschieren im Geist in unseren Reihen mit. | Hrvatski prijevod Zastava gore! Redovi su čvrsto zatvoreni! SA korača hrabro-čvrstim korakom. Suborci koje su upucali crvena fronta i reakcionari, Koračaju duhom s nama u našim redovima. Ulice slobodne za smeđe bojne, Ulice slobodne za SA-čovjeka/borca! S nadom u svastiku gledaju već milijuni Dan za slobodu i za kruh sviće! Zadnji put se oglašava uzbuna za juriš Za borbu stojimo svi već spremni! Uskoro se viju Hitlerove zastave nad svim ulicama. Kmetstvo će trajati još kratko vrijeme. Zastava gore! Redovi su čvrsto zatvoreni! SA korača hrabro-čvrstim korakom. Suborci koje su upucali crvena fronta i reakcionari, Koračaju duhom s nama u našim redovima. |

## Druga uporaba
Tijekom 30-ih i 40-ih godina 20. stoljeća Die Fahne hoch su koristile fašističke organizacije i u drugim europskim zemljama. Himna Britanskog Saveza fašista, Comrades the voices, imala je istu glazbenu podlogu kao i Die Fahne hoch, ali je tekst bio izmijenjen čiji je početak glasio ovako:
Of those who fell, that Britain might be great,

Join in our song, for they still march in spirit with us,